# Jack Bateson
Jack Bateson (Leeds, 3 de junio de 1994) es un deportista británico que compitió por Inglaterra en boxeo. Ganó una medalla de bronce en el Campeonato Europeo de Boxeo Aficionado de 2013, en el peso minimosca.
En septiembre de 2017 disputó su primera pelea como profesional. En su carrera profesional tuvo en total 16 combates, con un registro de 16 victorias y 0 derrotas.

## Palmarés internacional
| Representando a Inglaterra |                     |                   |           |
| Campeonato Europeo         |                     |                   |           |
| Año                        | Lugar               | Medalla           | Categoría |
| 2013                       | Minsk (Bielorrusia) | Medalla de bronce | 49 kg     |